# Archiconchoecilla
Archiconchoecilla is een geslacht van kreeftachtigen uit de klasse van de Ostracoda (mosselkreeftjes).

## Soorten
- Archiconchoecilla maculata Chavtur, 1977
- Archiconchoecilla versicula (Deevey, 1978)